# Botanischer Garten der Universität Regensburg

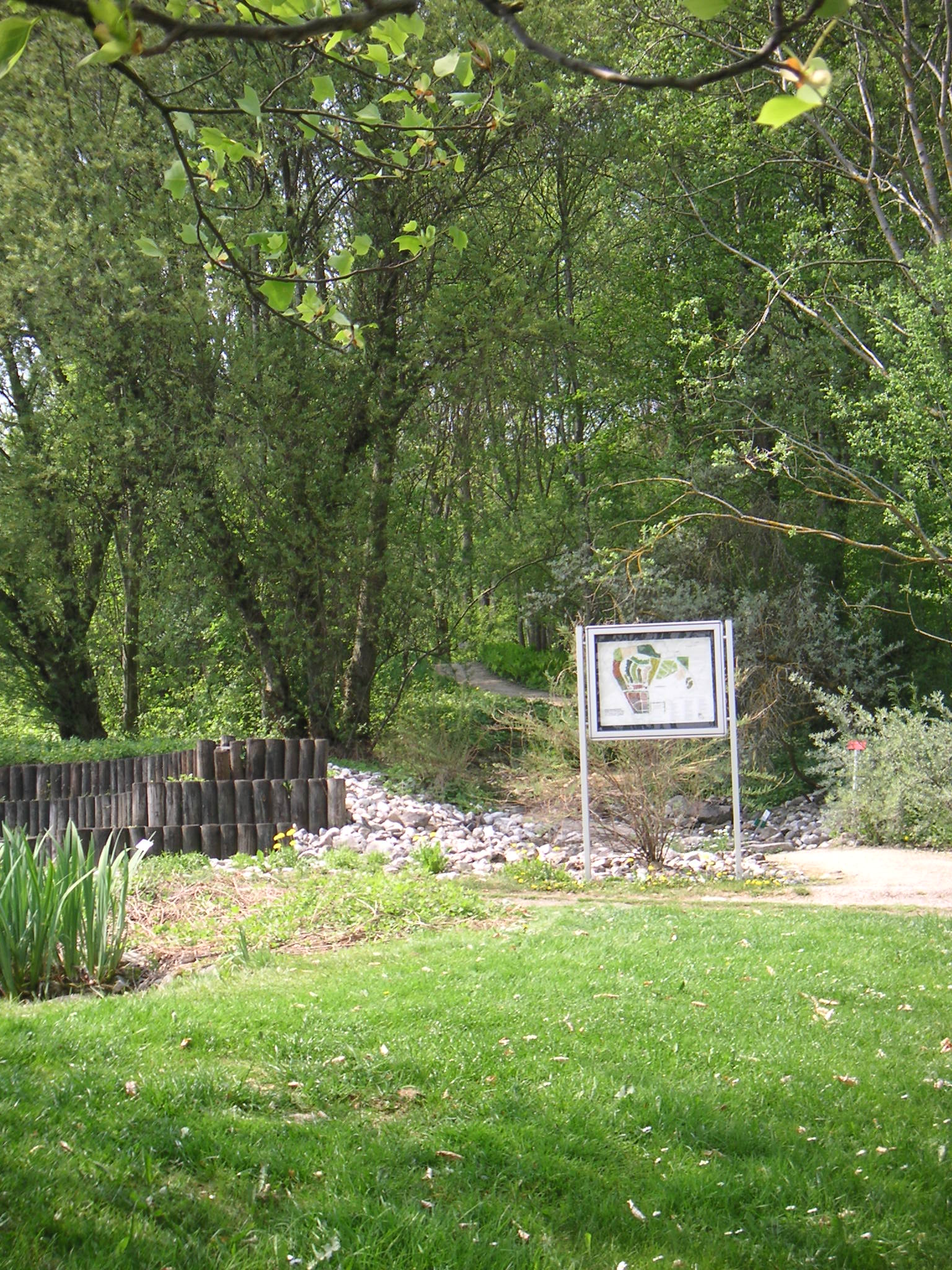
Botanischer Garten der Universität Regensburg

Der Botanische Garten der Universität Regensburg befindet sich an der Straße Am Biopark (vormals Josef-Engert-Straße) westlich des Lehrstuhls für Botanik der Universität Regensburg. Der Garten wurde ab dem Jahr 1977 eingerichtet und ist 4,5 Hektar groß.
Die einzelnen Bereiche/Abteilungen im Botanischen Garten sind:
- die systematische Abteilung
- die geographische Abteilung
- der submediterrane Bereich
- der Eichen-Birkenwald, Heide und Binnendüne
- der Auwald
- mitteleuropäischer Laubwald, nördlicher Nadelwald, alpine Höhenstufen und Tundra
- die Versuchs- und Anzuchtsfläche, der Schulgarten
- gefährdete Pflanzen Bayerns, biologische Gruppen
- der Felsengarten
- der pharmazeutische Garten
- die Schattenhallen
- die Gewächshäuser

Zu den Sammlungsschwerpunkten gehören Götterblumen (etwa 12 Arten, darunter die erst 2006 entdeckte Dodecatheon austrofrigidum), Zahnlilien (ca. 17 Arten), Salomonssiegel (Weißwurzen) (etwa 30 Arten), Krötenlilien (9 Arten), Trollblumen (18 Arten), Mehlbeeren (30 Arten, davon einige vom Aussterben bedrohte) sowie Brombeeren (65 Arten).